# (38320) 1999 RT120
(38320) 1999 RT120 est un objet de la ceinture principale d'astéroïdes extérieure découvert en 1999.

## Description
(38320) 1999 RT120 a été découvert le 9 septembre 1999 à l'observatoire Magdalena Ridge, situé dans le comté de Socorro, au Nouveau-Mexique (États-Unis), par le projet Lincoln Near-Earth Asteroid Research (LINEAR).

### Caractéristiques orbitales
L'orbite de cet astéroïde est caractérisée par un demi-grand axe de 3,20 ua, un périhélie de 2,58 ua, une excentricité de 0,19 et une inclinaison de 12,36° par rapport à l'écliptique. Du fait de ces caractéristiques, à savoir un demi-grand axe entre 3,2 et 4,6 ua, il est classé, selon la JPL Small-Body Database, comme objet de la ceinture principale d'astéroïdes extérieure.

### Caractéristiques physiques
(38320) 1999 RT120 a une magnitude absolue (H) de 14,2 et un albédo estimé à 0,259.